# فيفيان أراوجو (مقاتلة)
فيفيان أراوجو جوميز (بالبرتغالية: Viviane Araújo Gomes؛ مواليد 21 نوفمبر 1986) هي مُقاتلة فنون قتالية مختلطة برازيلية.

## وصلات خارجية
- فيفيان أراوجو (مقاتلة) على موقع يو إف سي (الإنجليزية)
- فيفيان أراوجو (مقاتلة) على موقع شيردوغ (الإنجليزية)
- فيفيان أراوجو (مقاتلة) على موقع Tapology.com (الإنجليزية)
- فيفيان أراوجو (مقاتلة) على موقع فايت ماتريكس (الإنجليزية)